# Didžeridu
Didžeridu (didgeridoo, didjeridu, yirdaki, kanbi, ihambilbilg. Postoji oko 40 naziva u aboridžinskim jezicima) je glazbalo koje potječe iz Australije. Izvorno su ga svirali australski prastanovnici – aboridžini, a danas se svira po čitavu svijetu. Starost se didžeridua procjenjuje na bar 1500 godina (sudeći po crtežima iz špilja u Australiji na kojima se mogu razaznati didžeridui.
Mnogi ga smatraju najstarijim puhaćim glazbalom na svijetu, a često i najstarijim glazbalom uopće (čak na 40.000 godina), no za to nema pravih dokaza. Takva su popularna vjerovanja vezana uz mistiku koja se često veže uz didžeridu. Neki zapadnjaci tako uz didžeridu meditiraju, smatraju da ima ljekovita svojstva i sl.
Didžeridu se izvorno svirao samo u jednom malom dijelu Australije – u sjeveroistočnoj Arnhemovoj zemlji na sjeveru Australije. Odande se didžeridu proširio i na zapad Arnhemove zemlje i dalje. Danas se smatra jednim od simbola Australije.

## Izgled i građa
Didžeridu je zapravo obična cijev s dvije rupe – usnikom, na koji se puše, i zvonom, širim dijelom kroz koji zvuk izlazi. Danas ga u Australiji najčešće rade od eukaliptusa, ali se u ostatku svijeta radi od najrazličitijih lokalnih drva, pa čak i stakla, plastike i drugih materijala. U Australiji se traže one grane eukaliptusa koje su već termiti izdubili pa ih se onda samo odsječe i dorađuje dlijetanjem s gornje i donje strane. Aboridžini didžeridue od eukaliptusa izrađuju tek od 20. stoljeća kada su usvojili moderne metalne alate od bijelaca.
Prije su se didžeridui radili od bambusa (danas bambusovi didžeridui nisu baš cijenjeni). Duljina varira, od 1 metra pa do 2.5 metra iako neki svirači sviraju i na golemim didžeriduima od više metara (no to se ne može smatrati općom praksom). Gornji je dio, kod usnika, u pravilu uvijek tanji nego donji, kod zvona. Didžeridui često imaju koničan oblik, tj. šire se prema dnu. Pošto svaki didžeridu ima drugačiji oblik nijedan ne proizvodi isti zvuk. Zvuk još ovisi i o vrsti drveta, debljini stijenaka, duljini itd. Na usnik se često stavlja vosak da bi ga se prilagodilo obliku usta i radi lakšega sviranja.

## Sviranje
Za sviranje je didžeridua tipična tzv. tehnika cirkularnoga (kružnoga) disanja, pri čemu se tijekom sviranja, ne prekidajući tijek zraka iz usta u didžeridu, udiše te se tako može svirati bez prestanka (za razliku od većine zapadnih puhaćih instrumenata gdje se radi prekid u sviranju da bi se uzeo zrak). I neki se drugi tradicionalni instrumenti (rjeđe i moderni zapadni instrumenti) sviraju dotičnom tehnikom, ali se ona najčešće veže upravo uz didžeridu. U sviranju se razlikuje osnovni ton (eng. drone – postiže se prislanjanjem usana na usnik i "brujanjem", kao da se oponaša zrakoplov; stoga se naziva i dronepipe) i alikvotni tonovi (eng. toot, trumpet sound – postižu se jačim stiskanjem usana i proizvodnjom tona slična tonu trube – alikvotnih tonova ima više: 1., 2., 3. itd.). Svaki didžeridu ima svoj ton (npr. B, C, D, E, F...), ali se taj osnovni ton u načelu ne može mijenjati. Didžeridu je stoga ponajprije ritmički instrument.
U sviranju se ponajprije razlikuju tradicionalni, aboridžinski – yolngu-stil (prema narodu Yolngu koji su izvorno jedini svirali didžeridu, tj. Yidaki, kako se on najčešće ondje zove) i moderni, zapadni – balanda-stil (prema jolnguskoj riječi balanda "bijelac", od eng. Hollander "Nizozemac"). Balanda-stil je jako raznorodan i tu ulaze svi mogući stilovi koji su se razvili u zapadnom sviranju didžeridua u zadnjih 50-ak godina. U njemu praktički nema nikakvih ograničenja. Yolngu-stil se razlikuje po mnogim stvarima od balanda-stila, a i sam je pristup glazbi kao takvoj posve drugačiji. Često se misli da je yolngu-stil nepromjenjiv i čvrsto vezan uz njihove obrede na kojima se didžeridu svira, ali to nije posve točno jer se i taj stil stalno mijenja. Tako mlađi Yolngui sviraju brže nego stariji, uz više sinkopiranja (pa se recimo veliki guru didžeridua – Djalu' Gurruwiwi (Djalu Gurruwiwi), načelnik yolnguskoga klana Gaalpu znao žaliti na mlađe da se više ne drže staroga, laganijega načina sviranja).
Općenito yolngu-stil karakterizira brzo sviranje, obavezno uz pratnju udaraljaka (koje se još zovu bilme) i često uz pjevanje. Yolngui u sjevernoistočnoj Arnhemovoj zemlji rabe pri sviranju samo prvi alikvotni ton (za razliku od balanda-stila gdje se rabe i 2. i 3., rjeđe i viši, alikvotni tonovi), a u zapadnoj se Arnhemovoj zemlji se alikvotni tonovi uopće ne upotrebljavaju (to i zato što su njihovi didžeridui, zvani mago, puno kraći od yid_akija i time su neprikladni sviranju alikvota). I inače su istočni i zapadni aboridžinski stil dosta različiti, a svakako je istočni, yolnguski, stil puno poznatiji i popularniji.

## Vanjske poveznice

### Sestrinski projekti
|  | Zajednički poslužitelj ima još gradiva o temi Didžeridu |

### Mrežna mjesta
- Hrvatski didžeridu-pokret Didgiland  Arhivirana inačica izvorne stranice od 13. listopada 2011. (Wayback Machine)